# Henri Ier de Constantinople
Pour les articles homonymes, voir Henri et Henri Ier.
Henri Ier de Hainaut, dit d'Angre,, né en 1176, mort le 11 juin 1216, est un empereur de Constantinople de 1206 à 1216 et fils de Baudouin V, comte de Hainaut, marquis de Namur, et de Marguerite Ire, comtesse de Flandre.

## Biographie

### Jeunesse
Il atteint sa majorité en 1194 et veut être armé chevalier, mais son père, pour une raison inconnue, s’y oppose et Henri se rend auprès de Renaud, comte de Dammartin et de Boulogne, qui le fait chevalier. À la mort de son père, en 1195, son frère aîné Baudouin lui donne en apanage quelques domaines en Flandre et en Hainaut, parmi lesquels la terre de Sebourg, le Fayt, une partie d'Angre, Harlebeek et Blaton.

### Croisé
En 1187, Saladin avait repris aux Francs la ville de Jérusalem et la plus grande partie des États latins d’Orient. La troisième croisade avait permis la reconquête de nombreuses places fortes côtières en 1191 et en 1192, complétées par les actions des rois de Jérusalem qui s’étaient ensuite succédé. Mais la ville sainte reste encore aux mains des musulmans et le pape décide d’organiser une autre croisade. Un tournoi est organisé à Ecry-sur-Aisne le 28 novembre 1199 et de nombreux seigneurs, dont Baudouin et Henri de Hainaut, s’engagent à la suite de Thibaut III, comte de Champagne, qui négocie le transport des croisés avec la république de Venise. Le comte meurt malheureusement peu après et la direction de la croisade est confiée à Boniface, marquis de Montferrat. Le prix du voyage parait cependant trop onéreux pour de nombreux croisés qui décident de se rendre en Terre Sainte par d’autres moyens, aussi lorsqu’au cours de l'été 1202 les croisés se regroupent à Venise, il apparaît rapidement qu’ils ne disposent pas de la somme nécessaire pour payer les Vénitiens. En échange de la somme manquante, Enrico Dandolo, le doge de Venise, propose aux croisés de prendre pour son propre compte la ville de Zara. Les croisés acceptent, malgré l’opposition et les protestations de certains d’entre eux. La ville est prise, et les croisés sont immédiatement excommuniés par le pape Innocent III, pour avoir fait la guerre à des chrétiens sous couvert de Croisade.

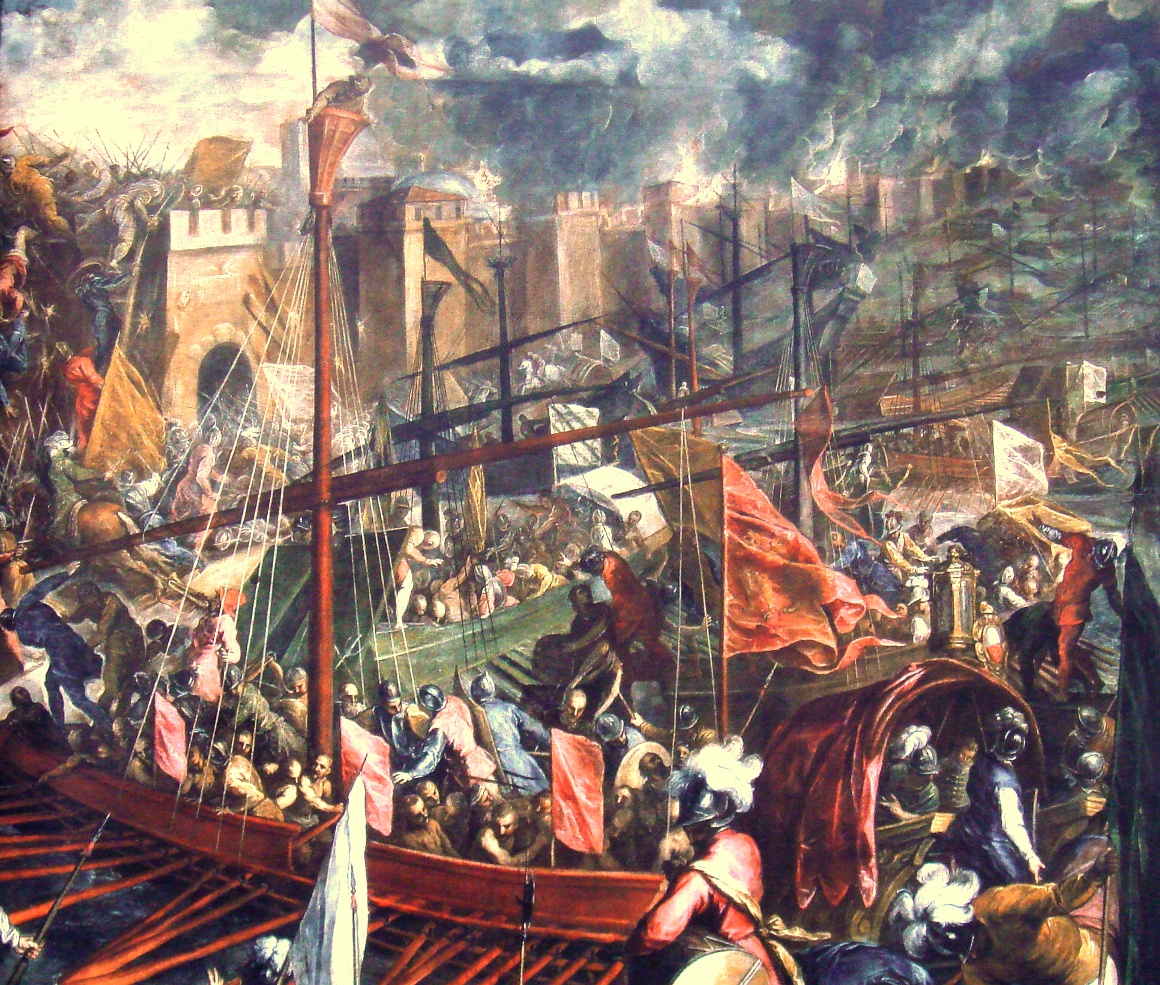
Prise de Constantinople, par Palma le jeune (1544 † 1620).

C’est alors qu’Alexis Ange, fils de l’empereur Isaac II se présente auprès des croisés et leur demande leur aide pour reprendre l’Empire byzantin à son oncle Alexis III qui avait détrôné Isaac II, contre le paiement de la dette des croisés envers la ville de Venise. Les croisés acceptent et font voile vers Byzance devant laquelle ils mettent le siège. La ville est prise d’assaut le 17 juillet 1203 ; le 2° corps de l’armée des croisés avait été placé sous le commandement d’Henri de Hainaut. Ce dernier accompagne ensuite Alexis destiné à le faire connaître auprès de la population comme le nouvel empereur, puis combat Alexis Murzuphle près de Philée, sur la mer Noire.
En effet, les Grecs n’acceptent ni leur nouvel empereur, ni la présence des Latins et ne tardent pas à se révolter, sous la conduite d’Alexis Murzuphle, gendre d’Alexis III. Les croisés doivent quitter précipitamment Byzance et l’assiéger de nouveau. Elle est de nouveau prise le 12 avril 1204 ; Henri commandait alors un corps d’armée devant la porte Blacherne et prend le palais homonyme, dont il protège les trésors et les défenseurs, les premiers des pillages des croisés, les seconds de leur fureur. La ville est en effet pillée et saccagée.

Après le siège, son frère Baudouin est choisi pour diriger l’empire et est couronné le 16 mai empereur latin de Constantinople. Henri parcourt alors l’empire, pour faire reconnaître le nouvel empereur. Mais d’une part certaines parties de l’empire font sécession sous l’autorité de princes byzantins (Empire de Nicée, Empire de Trébizonde, despotat d’Épire), et les Bulgares, conduit par leur tsar Kaloyan, envahissent l’Empire latin. Le 14 avril 1205 Baudouin est battu et fait prisonnier près d’Andrinople. Pour pallier son absence, les barons de l’empire reconnaissent Henri comme régent de l’empire. Les ravages causés par les Bulgares lui apportent le soutien des populations grecques, jusqu’alors hostiles, et Henri réussit à reprendre Andrinople et à repousser les Bulgares. Les rumeurs de la mort de Baudouin, toujours prisonnier, se confirment, et Henri consent à succéder à son frère et à se faire couronner le 20 août 1206.

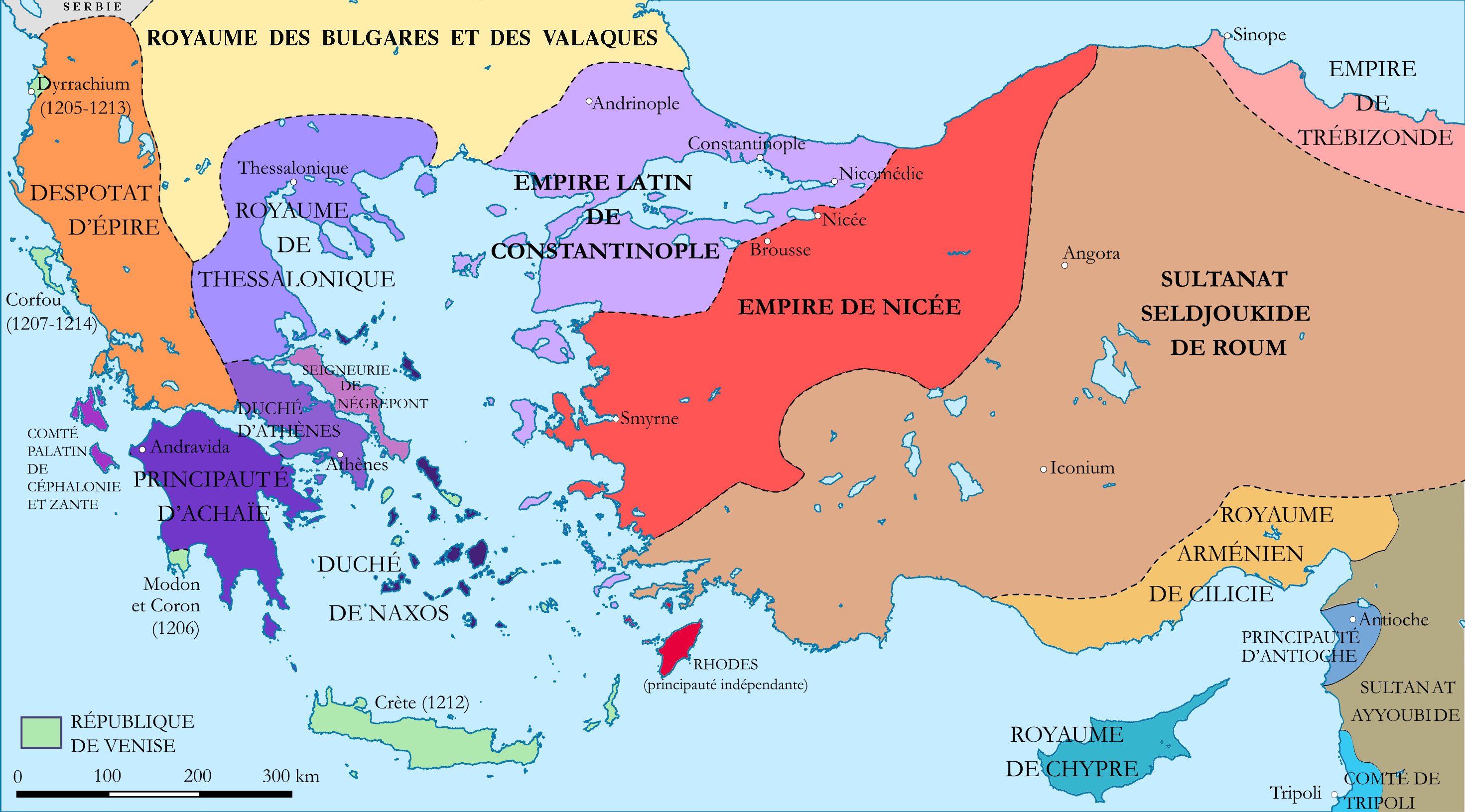
Démembrement de l'Empire byzantin après 1204.

### Empereur
Henri commence par se rendre avec son armée à Andrinople pour faire face à une nouvelle invasion de Kalojan. Il y reste jusqu'en novembre, puis doit traverser le Bosphore, pour repousser Théodore Ier Lascaris, empereur de Nicée. Il n'y réussit que partiellement, et signe un traité de paix par lequel il s'engage à démolir deux forteresses, Cyzique et Nicomédie. Kalojan en profite pour assiéger Andrinople, mais doit lever le siège et est peu après assassiné devant Salonique (après la mort de Boniface). En 1208, Boril, neveu et successeur de Kalojan, est écrasé par les Latins près de Béroé (actuellement Stara Zagora). Henri marie ensuite sa fille avec son allié le prince Slav, un souverain bulgare indépendant de Boril.

L'empereur Henri devant les murs de Constantinople.

Le 4 septembre 1207, Boniface de Montferrat, roi de Thessalonique, était mort en laissant un fils trop jeune pour gouverner. Le conseil de régence, dirigé par les barons du royaume, refuse de prêter le serment d'allégeance à l'empereur Henri, qui doit intervenir pour marquer son autorité. Il réussit à faire reconnaître l'allégeance du royaume et se place en protecteur de Démétrios de Montferrat, le fils de Boniface.
Ces opérations militaires n'ont pas empêché Henri d'organiser l'administration de l'empire, en maintenant un équilibre 
entre les Grecs et les Latins dans l'attribution des postes clés et des honneurs. Il interdit également aux religieux latins d'imposer les rites romains aux grecs orthodoxes.
Il meurt le 11 juin 1216, dans des circonstances obscures : certains chroniqueurs évoquent une maladie, d'autres (dont Philippe Mousket) le poison. Selon Jean le Long, il aurait été empoisonné par sa femme ; l'historien Karl Hopf accuse le comte Hubert de Biandrate, l'ancien régent du royaume de Thessalonique qui avait été chassé par Henri en 1210, une hypothèse rejetée par Longnon.

## Mariages et enfants
On ne lui connaît pas d'épouse avant 1207. Cependant, le chroniqueur Henri de Valenciennes mentionne un mariage célébré à Constantinople en 1208 entre un certain "Esclas" probablement Alexis Slav, voïvode de Melnik et neveu de Kaloyan, tsar des Bulgares et une fille de l'empereur Henri, sans nommer cette dernière. On considère cette fille comme illégitime. On la considère comme décédée entre 1208 et 1213.
Le 4 février 1207, Henri épouse à Constantinople Agnès de Montferrat († 1208), fille de Boniface de Montferrat, roi de Thessalonique, et d'Hélène de Busca. Le chroniqueur Geoffroy de Villehardouin précise qu'elle est enceinte en septembre 1207, mais on n'a pas d'autre mentions de cet enfant, qui a dû mourir très jeune.
Veuf, Henri se remarie avec une fille de Boril, tsar des Bulgares, mais on ne connaît pas d'enfants issus de ce mariage.